# 孫安祖
孫安祖，隋末清河漳南（今山东夏津）人，山东农民起义首领。
大業七年（611年），家鄉水災，乞免兵役。官府不許，捉其妻兒迫之。未己，妻兒皆餓死。安祖忿而與窦建德殺官造反，窦建德助其聚众入高鸡泊起义，自称“摸羊公”。后被张金称所杀。其余部归窦建德。